# Huia masonii
Huia masonii es una especie  de anfibios de la familia Ranidae.

## Distribución geográfica
Se encuentra en la isla de Java.